# K.I.N.G.
K.I.N.G. — сингл норвезької блек-метал гурту Satyricon, виданий обмеженим тиражем у 1000 копій. Сингл виданий лише в Норвегії і планувався, що буде продаватись лише до виходу альбому Now, Diabolical. Альбом містить також відеокліп на пісню «K.I.N.G.» і пісню «Storm (Of The Destroyer)», що входить також як бонус-трек до спеціального видання «Now, Diabolical». У норвезькому національному чарті «K.I.N.G.» дебютував на сьомому місці.

## Список композицій
1. «K.I.N.G.» — 3:36
2. «Storm (Of The Destroyer)» — 2:48

## Склад

### Satyricon
- Сатир ― вокал, клавішні, гітара
- Фрост — ударні

### Сесійні
- Lars K. Norberg ― бас-гітара